# Königsspitze (Kürten)

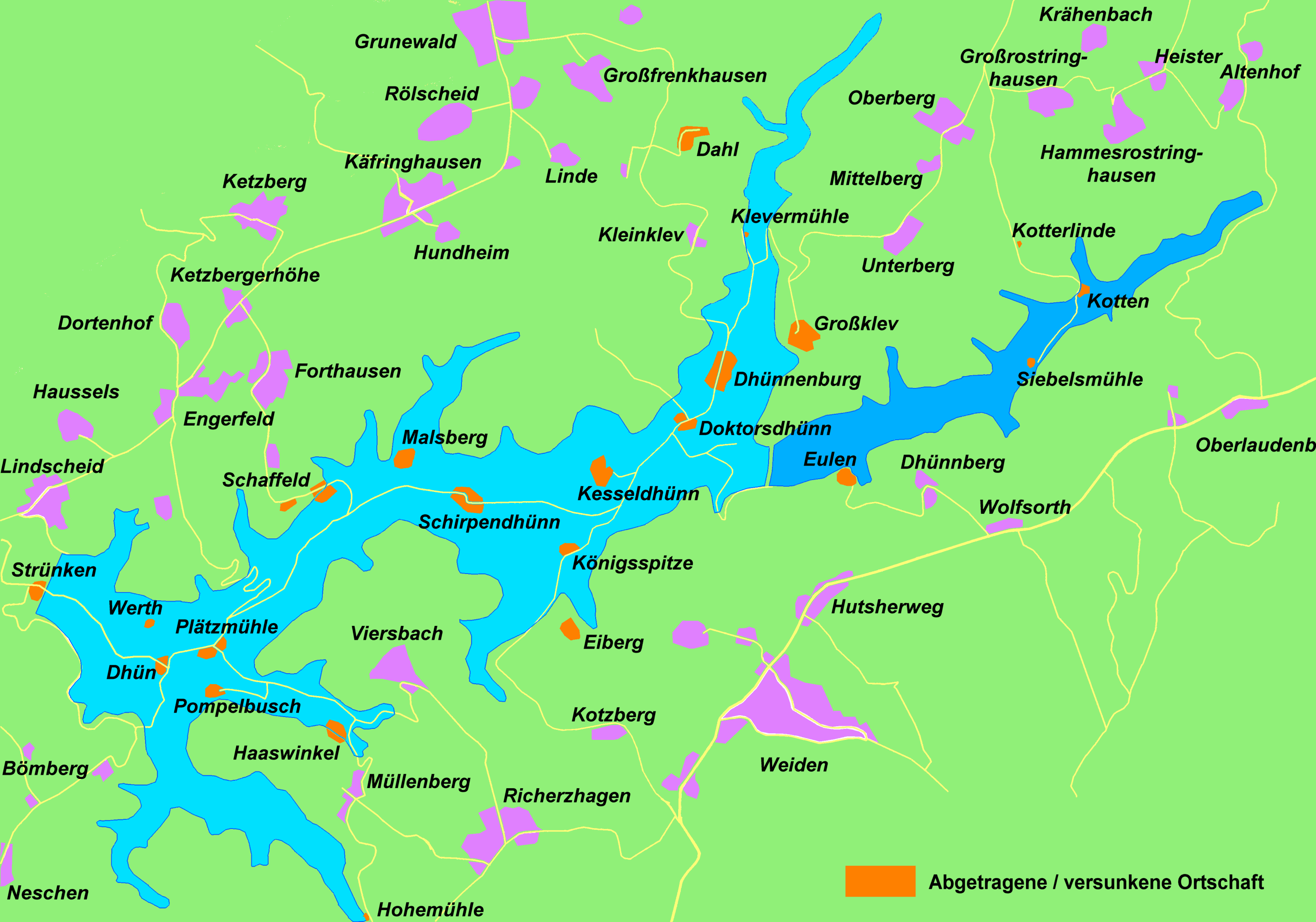
Karte der Großen Dhünntalsperre mit Lage von Königsspitze

Königsspitze war ein Ortsteil südöstlich von Dabringhausen und nordwestlich von Kürten im Rheinisch-Bergischen Kreis. Er ist in der Großen Dhünntalsperre versunken.

## Geschichte

### Erste Erwähnung
Erste Erwähnung von Königsspitze: In einer Urkunde von 1217 bestätigt Graf Adolf III von Berg, die von seinem Vater gemachte Schenkungen, Einkünfte und Besitzungen. Unter anderem zwei Hufen Land in Kuningspuzze. Dies geschieht beim Antritt des Kreuzzuges ins Heilige Land zu Gunsten des Johanniterhospitals zu Burg an der Wupper.
Im Jahre 1371 wird ein Henricus de Konixputz genannt. Königsspitze war durch eine Schenkung des Vaters von Adolf, dem Grafen Engelbert, Lehen der Abtei Altenberg geworden.
Herzog Gerhard von Jülich-Berg überträgt im Jahr 1454, am 17. Mai, seinem Hausmarschall und Rat Johann vam me Huyss (1414–1497) den Hof Königspitz im Kirchspiel Bechen, Amt Steinbach.
Um das Jahr 1500 ist von zwei Höfen in Altenberger Urkunden die Rede. Die Abtei Altenberg musste über die Jahrhunderte immer wieder um ihre Rechte kämpfen. Die Höfe selber wurden von Pächtern bewirtschaftet.
Am 4. Mai 1629 verkaufen die Geschwister von der Horst vam Huyss und Bell ihren freiadeligen Hof Königsspitz gegen eine nicht genannte Summe Geldes an die Witwe Heinrich Gelen. Dieser war Ratsmitglied der Stadt Kempen gewesen und seine Witwe war Gud(ul)a van der Böckel aus Köln. Melchior von Mondorf, Abt zu Altenberg, erteilte hierfür die lehnsherrliche Genehmigung. Die Verkäufer übertrugen zugleich alle dem Gut zugehörigen Gerechtsame, insbesondere die Fischerei in der Dhünn und das Besetzungsrecht(Collation) der Pfarrstelle zu Radevormwald. In der Folge übertrug die Witwe Gelen ihr Eigentum der Gelenischen Studienstiftung, weshalb bei vorkommenden Fällen die Inspektoren jener Stiftung besagte Pfarrstelle als Kollatoren zu vergeben hatten. Nach Aufhebung der ehemaligen Studienanstalten Köln kam der Königspützer Hof an den Verwaltungsrat der dortigen Studienstiftung.
Im Jahr 1665,8.10., ist das Landsberg'sche Hofgericht zu Olpe gehalten mit den Scheffen wie gewöhnlich, ein Peter zu Könningspütze tritt auf und begehrt Belehnung (Quelle: Lehnsgerichtsakten Bd. 1559–1587, S. 54-38)

### Stiftung für arme Studenten

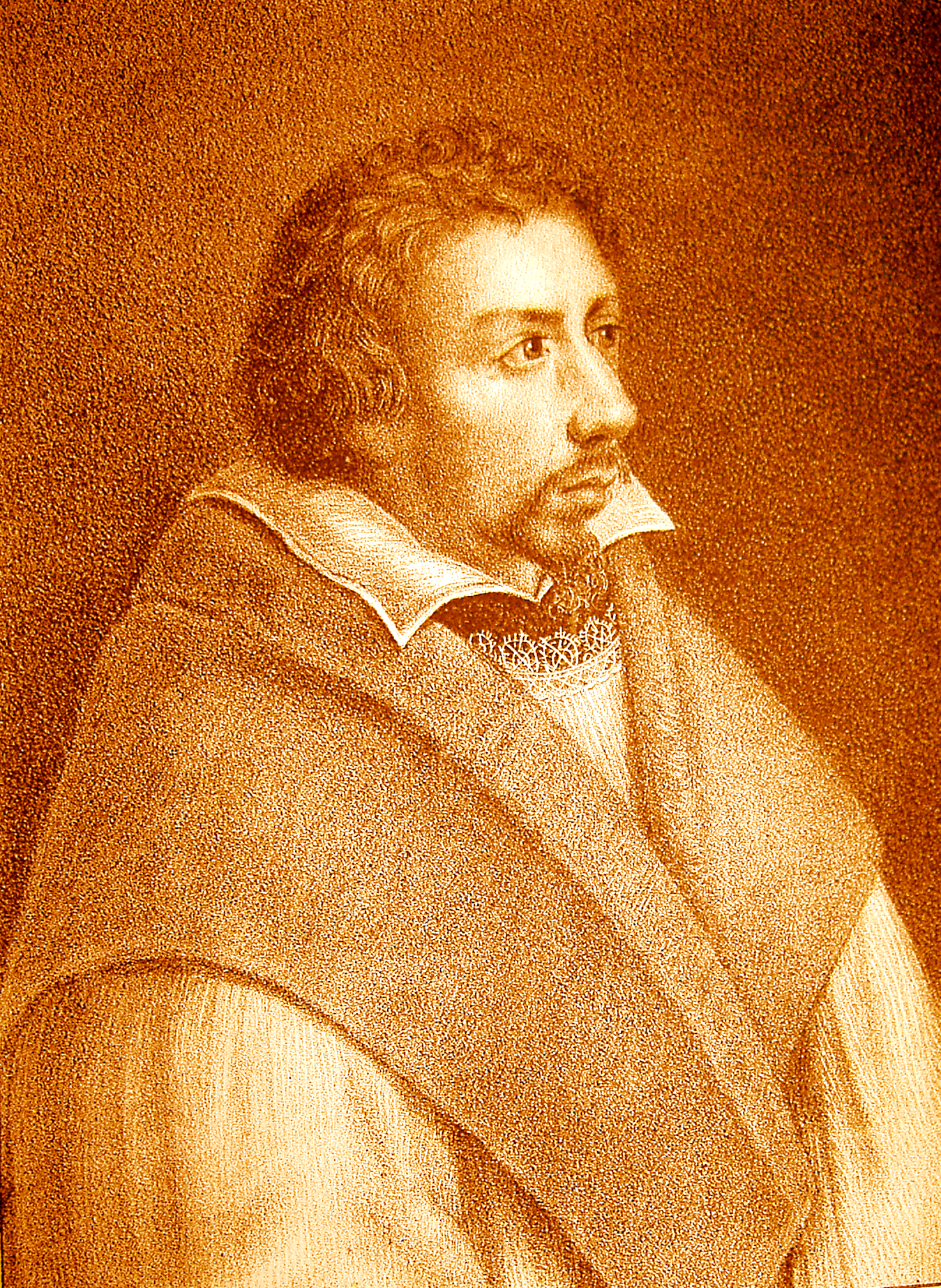
Aegidius Gelenius um 1631

Die Witwe Heinrich Gelen erteilt einen Stiftungsbrief am 28. März 1631, der den Hof Königspitz im Kirchspiel Bechen, Amts Steinbach, der Kölnischen Studienstiftung überträgt. Dieses erfolgte auf Veranlassung ihrer beiden Söhne Johann und Aegidius. Ersterer war Generalvikar zu Köln, letzterer Canonicus zu St. Andreas in Köln und Weihbischof in Osnabrück.
In einem Vertrag vom 23. März 1651 schrieb Aegidius Gelen(Gelenius) fest, dass die Einkünfte, die der Pastor von Radevormwald aus dem Königsspitzer Hof erhielt, nur einem römisch-katholischen Priester zuständen.
Über die Jahrhunderte war der Hof Königsspitze mit der Abtei Altenberg lehnsrechtlich verbunden und das Lehnsgericht der Abtei zu Dhün (kleiner Weiler westlich von Königsspitze, untergegangen in der Großen Dhünntalsperre) hat in seinen Akten sehr viele Vorgänge dazu festgehalten.
Vor 1834 beträgt der Ertrag der Studienstiftung aus dem Königsspitzer Hof jährlich 348 Taler.

### Verkauf und Aufteilung
Durch Verfügung des königlichen Provinzial- und Schulkollegiums und dem Verwaltungsrat der Studienstiftung zu Köln wird das Gut zur Königsspitze am 4. Juni und am 18. Dezember 1834 öffentlich zur Versteigerung ausgestellt. Das Gut besitzt zu dieser Zeit 70 Morgen Ackerland, 27 Morgen Wiesen, 251 Morgen Waldungen; insgesamt 348 Morgen. Geschätzter Wert: 5366 Taler.
Der Verwaltungsrat der Studienstiftung versteigert das Gut 1838 an Peter Johann Platte aus Großeledder für 5230 Taler. Nach 1851 parzelliert Peter Johann Platte das ursprünglich 500 Morgen große Gut an zwei Landwirte aus Kürten.
Die Höfe wurden 1953 und 1974 an den Wupperverband zur Anlegung der Großen Dhünntalsperre verkauft. Im Jahre 1982 wurden archäologische Grabungen vorgenommen und 1991 veröffentlicht. 1988 wurde die zwischen 1975 und 1985 erbaute Große Dhünntalsperre in Betrieb genommen, in der der Wohnplatz versank.